# Sebastian Jung
Sebastian Jung (Königstein im Taunus, 22 juni 1990) is een Duits voetballer die voorkeur als rechtsback speelt. Hij tekende in juni 2019 bij Hannover 96, dat hem transfervrij overnam van VfL Wolfsburg. Jung debuteerde in 2014 in het Duits voetbalelftal.

## Clubcarrière
Jung werd op achtjarige leeftijd opgenomen in de jeugdopleiding van Eintracht Frankfurt. Daarvoor speelde hij vier jaar bij de club uit zijn geboortedorp, 1. FC Königstein. Hij debuteerde op 8 maart 2009 in de A-selectie van Eintracht tegen Arminia Bielefeld, als invaller voor Patrick Ochs. In 2012 dwong hij met Eintracht Frankfurt promotie af naar de Bundesliga. In 2014 maakte Jung de overstap naar VfL Wolfsburg, waarmee hij in het seizoen 2014/15 de DFB-Pokal won.

## Interlandcarrière
Op 11 november 2013 riep Duits bondscoach Joachim Löw Jung op voor de oefeninterland tegen Nederland. Daarmee was hij de eerste speler van Eintracht Frankfurt in dertien jaar die werd opgeroepen voor Die Mannschaft. Onder leiding van bondscoach Joachim Löw maakte hij zijn debuut in het Duits voetbalelftal op dinsdag 13 mei 2014 in een oefenwedstrijd tegen Polen (0–0), net als Christian Günter, Oliver Sorg (SC Freiburg), Shkodran Mustafi (Sampdoria), Antonio Rüdiger (VfB Stuttgart), Sebastian Rudy (TSG 1899 Hoffenheim), Christoph Kramer (Borussia Mönchengladbach), Leon Goretzka (Schalke 04), André Hahn (FC Augsburg), Max Meyer (Schalke 04), Maximilian Arnold (VfL Wolfsburg) en Kevin Volland (TSG 1899 Hoffenheim).

## Erelijst
| DFB Pokal | 1x | 2014/15 |

1 Zieler ·
2 Knight ·!
5 Neumann ·
6 Kunze ·
7 Ngankam ·
8 Leopold ·
9 Tresoldi ·
10 Rochelt ·
11 Lee ·
13 Christiansen ·
14 Chakroun ·
16 Nielsen ·
17 Wdowik ·
19 Uhlmann ·
20 Dehm ·
21 Muroya ·
23 Halstenberg ·
25 Gindorf ·
28 Ndikom ·
29 Oudenne ·
30 Weinkauf ·
32 Voglsammer ·
35 Wechsel ·
37 Ezeh ·
38 Momuluh ·
Coach: Breitenreiter